# Mooloolaba

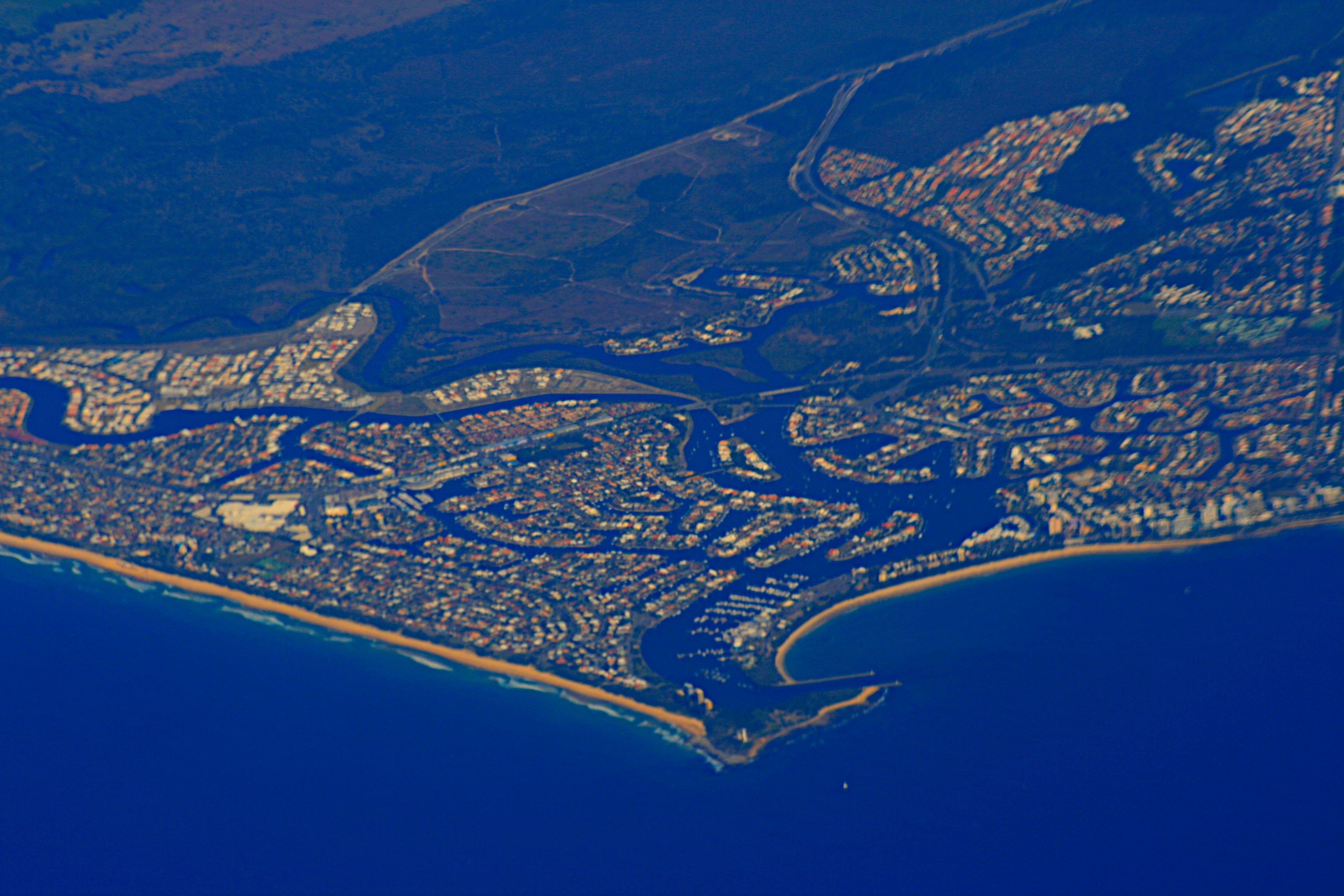
Mooloolaba

Mooloolaba är en turiststad belägen längs Sunshine Coast, 100 kilometer norr om Brisbane i Queensland i Australien. Staden hade år 2006 7 376 invånare (2006).
Det går bussar till Mooloolaba från Brisbane, tåg via Landsborough och flyg till Sunshine Coast Airport.

## Etymologi
Mooloolaba kommer antingen av ordet mulu, som är ett aboriginskt ord för blåfisk, eller mulla vars latinska motsvarighet är Pseudechis porphyriacus. Platsen hette ursprungligen Mooloolah Heads, men döptes 1919 om till Mooloolaba av Thomas O'Connor, då han sålde mark i området.

## Geografi
Mooloolaba gränsar i öst till Korallhavet, i syd till Mooloolahfloden, i norr av Alexandra Headland och i väst av Buderim. Mooloolaba hamn, som utgör Mooloolahflodens mynning, hyser en stor flotta fiskefartyg samt är nordlig bas för ledarfartygen som leder fartyg genom Moreton Bay till Brisbanes hamn. Hamnen används också på grund av sitt vindskyddade läge av många nöjesseglare. I hamnen finns även många fiskhandlare och i anslutning till dem restauranger.
Esplanaden som ligger intill stranden är centrum för stadens turism, och innehåller en vattenpark tillsammans med flera souveniraffärer, gallerior och restauranger.